# Фегердьярмат
Фегердьярмат (угор. Fehérgyarmat) — місто в медьє Саболч-Сатмар-Береґ в Угорщині.

## Населення
Місто займає площу 52,46 км², там проживає 8 008 жителів (за даними 2010 року). За даними 2001 року, майже 100 % жителів міста — угорці.

## Розташування
Місто Фегердьярмат розташоване за 59 км на схід від міста Ньїредьгаза. У місті є залізнична станція.
У місті знаходиться протестантська церква XV століття.

## Відомі особистості
В поселенні народився:
- Гергель Корачонь (* 1975) — угорський політик.

| Угорщина | Це незавершена стаття з географії Угорщини. Ви можете допомогти проєкту, виправивши або дописавши її. |